# Кліматичні правила (екологія)
Кліматичні правила (екологія) — правила, що відображають закономірності географічної мінливості організмів, пов'язаної з кліматичними градієнтами. До основних кліматичних правил відносяться правила Бергмана, Алена, Глогера та ін. Той факт, що географічна мінливість значною мірою корелює з кліматичними змінами, доводить, що різні види можуть подібним чином реагувати на вплив одного і того ж фактора середовища. Ці відмінності мають генетичну основу, отже, екогеографічні правила доводять селективну роль середовища. Різноманіття значною мірою незалежних закономірностей свідчить про різноманіття селективних компонентів середовища. Поступовість градієнтів ознак, зумовлена дією кліматичних правил, показує, що географічні зміни фенотипу є наслідком взаємодії численних генетичних факторів, кожен з яких створює невеликий фенотипічний ефект.